# Driss Chraïbi
Driss Chraïbi (àrab: الشرايبي)  (Al-Djadida, 15 de juliol de 1926 - Valença, 1 d'abril de 2007) va ser un escriptor marroquí en francès, les novel·les del qual tracten sobre el colonialisme, els enfrontaments culturals, els conflictes generacionals i el tracte a les dones i sovint són percebudes com a semiautobiogràfiques.

## Biografia
Fill d'una família benestant de l'antic Mazagan, va estudiar a l'escola alcorànica i, als deu anys va anar a l'escola francesa. D'adolescent marxa a París on estudia primer Enginyeria Física i després Neuropsiquiatria, que abandona dos mesos abans de doctorar-se i es dedica a viatjar per Europa, treballant en tota mena d'oficis. El 1959, va iniciar una fructífera col·laboració amb la ràdio francesa com a escriptor i productor de programes. La seva primera obra és Le Passé simple (1954), prohibida al Marroc, on va causar un gran escàndol. D'altres llibres són Naissance à l'aube i L'Homme du livre.

## Obres
- Le Passé simple, Gallimard, 1954
- Les Boucs, Gallimard, 1955
- L'Âne, Denoël, 1956
- De tous les horizons, Denoël, 1958
- La Foule, Denoël, 1961
- Succession ouverte, Gallimard, 1962
- Un Ami viendra vous voir, Denoël, 1967
- La Civilisation, ma Mère!..., Gallimard, 1972, Traduïda al català per l'editorial Abadia, 1982. ISBN 9788496847231
- Mort au Canada, Denoël, 1975
- Une enquête au pays, Seuil, 1981
- La Mère du printemps, Seuil, 1982
- Naissance à l'aube, Seuil, 1986
- L'Inspecteur Ali, Gallimard, 1991
- Les aventures de l'âne Khâl, Seuil Petit point, 1992
- Une place au soleil, Denoël, 1993
- L'Homme du livre, Eddif - Balland, 1995
- L'Inspecteur Ali à Trinity College, Denoël, 1995
- L'Inspecteur Ali et la CIA, Denoël, 1996
- Vu, Lu, Entendu, Denoël, 1998
- Le Monde à côté, Denoël, 2001
- L'homme qui venait du passé, Denoël, 2004